# Locomobile

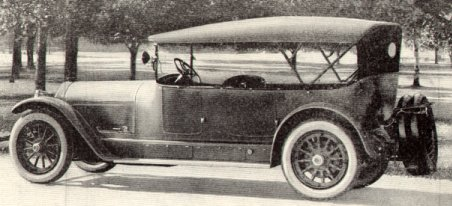
Een Locomobile uit 1920.

Locomobile Company of America was een auto- en vrachtwagenmerk uit Connecticut, Verenigde Staten. Het werd opgericht in 1899, overgenomen in 1922 door Durant Motors en failliet verklaard in 1929.
Het vrachtwagenconcept binnen Locomobile bestond maar acht jaar voordat het werd overgenomen door Riker. In die acht jaar heeft het wel een grote rol gespeeld in de ontwikkeling van vrachtwagens. In 1912 kwam de eerste Locomobile vrachtwagen uit, met kettingaandrijving. Locomobile was daarmee het eerste bedrijf dat in de Verenigde Staten kettingaandrijving toepaste. In 1920 werd dit onderdeel van het bedrijf overgenomen door Riker.

## Modellen

### Auto's
- Locomobile Old 16 (1906)

### Vrachtwagens
1912
- een bakwagen met 5 ton laadvermogen.

1919
- een bakwagen met 3 ton laadvermogen.
- een bakwagen met 6 ton laadvermogen.
- een bakwagen met 7 ton laadvermogen.